# Federazione della Sinistra Democratica e Socialista
La Federazione della Sinistra Democratica e Socialista  (in francese Fédération de la gauche démocrate et socialiste, FGDS) è stata una coalizione di partiti presentatasi in occasione delle elezioni presidenziali del 1965 al fine di sostenere la candidatura di François Mitterrand.
Ne facevano parte:
- Sezione Francese dell'Internazionale Operaia;
- Partito Radicale;
- Convenzione delle Istituzioni Repubblicane;
- Unione Democratica e Socialista della Resistenza;
- Unione dei Gruppi Socialisti;
- Unione dei Gruppi per il Rinnovamento della Sinistra.

La federazione ottenne il 31,7% al primo turno el il 44,8% al secondo turno.